# Мак голостебловий
{{#ifeq:0|0|{{#if:|{{#if:Papavernudicaule|[[]}}|}}}}
Мак голосте́бловий (лат. Papáver nudicáule) — багаторічна (в культурі — дворічна) трав'яниста рослина; вид роду мак.

## Поширення і екологія
Батьківщина — Алтай, Східний Сибір, Середня Азія, Монголія, арктичні райони Північної Америки (Аляска, Юкон). Росте сухими відкритими схилами, на берегах річок.

## Ботанічний опис

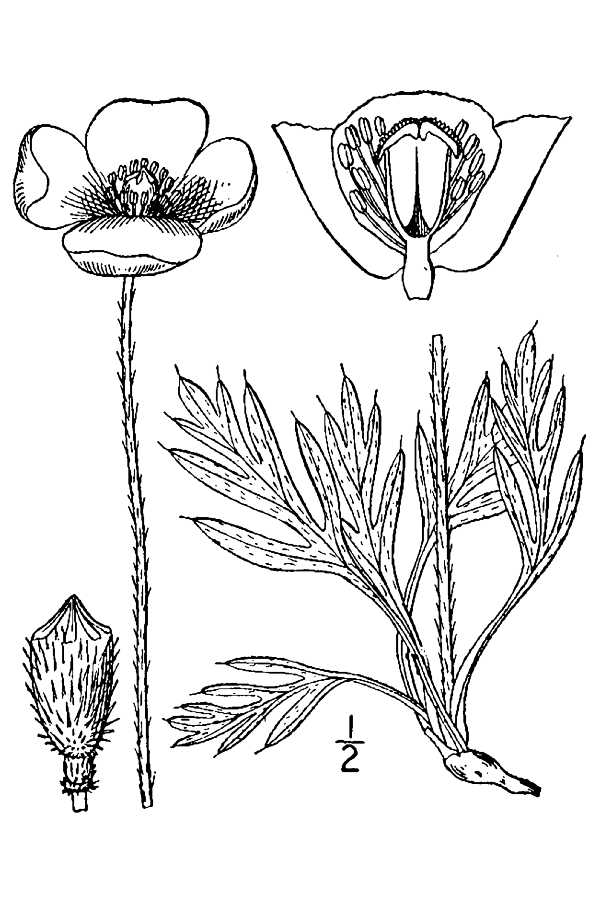
Ботанічна ілюстрація з книги М. Л. Бріттон і А. Брауна «An illustrated flora of the northern United States, Canada and the British Possessions», 1913.

Багаторічна трав'яниста рослина 30-50 см заввишки.
Листки перисторозсічені.
Квіти 4-6 см у діаметрі, помаранчеві, жовті, білі. Квітує з травня по жовтень.

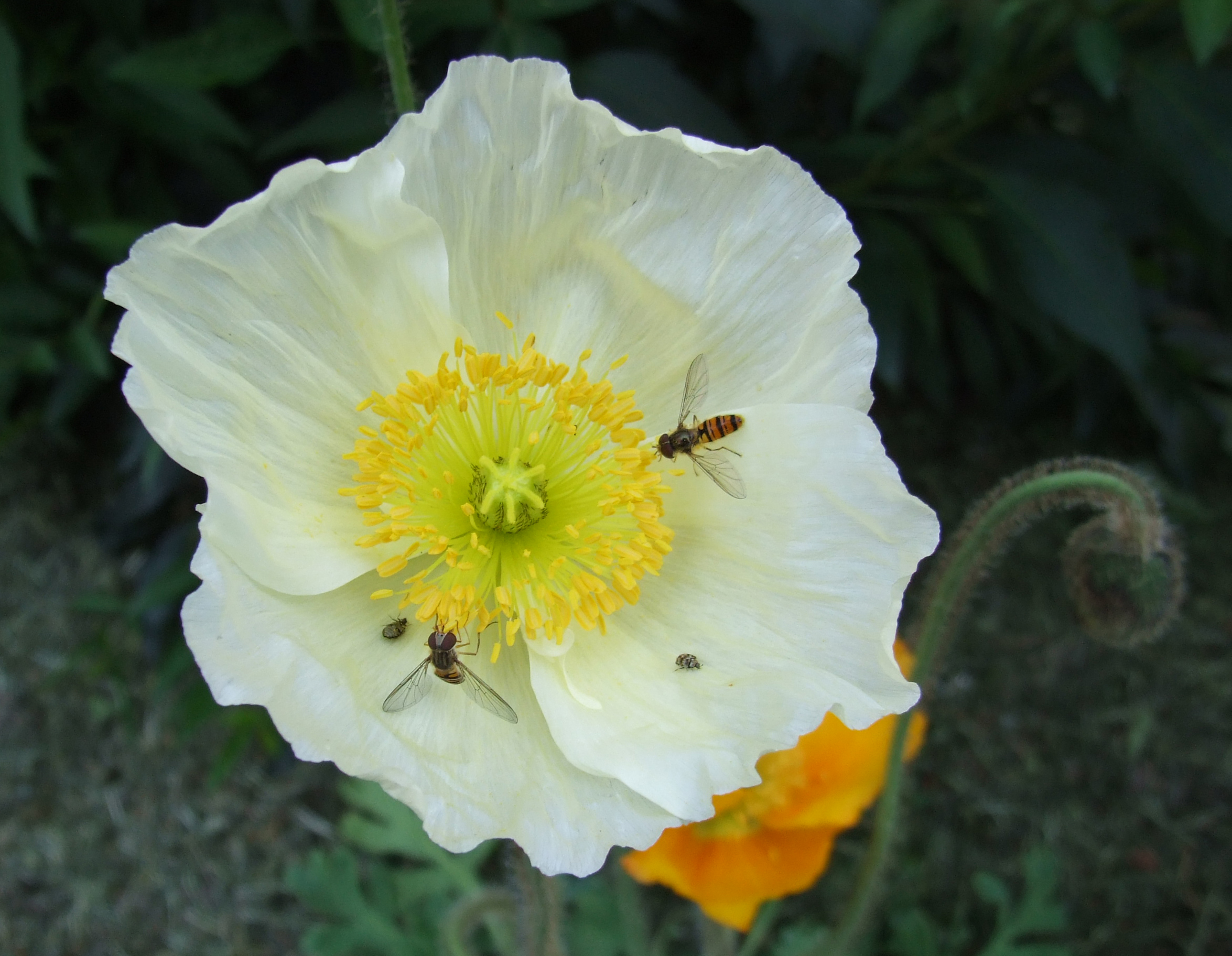
Мак голосте́бельный

### Різновиди
Систематиками неодноразово виділялися багато різновиди, що відрізняються деякими морфологічними особливостями і місцями розповсюдження:
- Papaver nudicaule subsp. americanum Randell ex D.F.Murray
- Papaver nudicaule f. amurense (N.Busch) H.Chuang
- Papaver nudicaule subsp. anomalum (Fedde) Vorosch.
- Papaver nudicaule var. calcareum Peschkova
- Papaver nudicaule var. chinense (Regel) Fedde
- Papaver nudicaule var. coloradense Fedde
- Papaver nudicaule var. fauriei Fedde
- Papaver nudicaule subsp. insulare V.V.Petrovsky
- Papaver nudicaule var. kamtschaticum (Regel) Fedde
- Papaver nudicaule var. labradoricum Fedde
- Papaver nudicaule subsp. microcarpum (DC.) Fedde
- Papaver nudicaule var. radicatum (Rottb.) DC.
- Papaver nudicaule subsp. nudicaule var. aquilegioides Fedde [syn. Papaver anomalum — Fedde]

Відомий ряд близькоспоріднених видів, наприклад, Papaver chakassicum.

## Значення і застосування

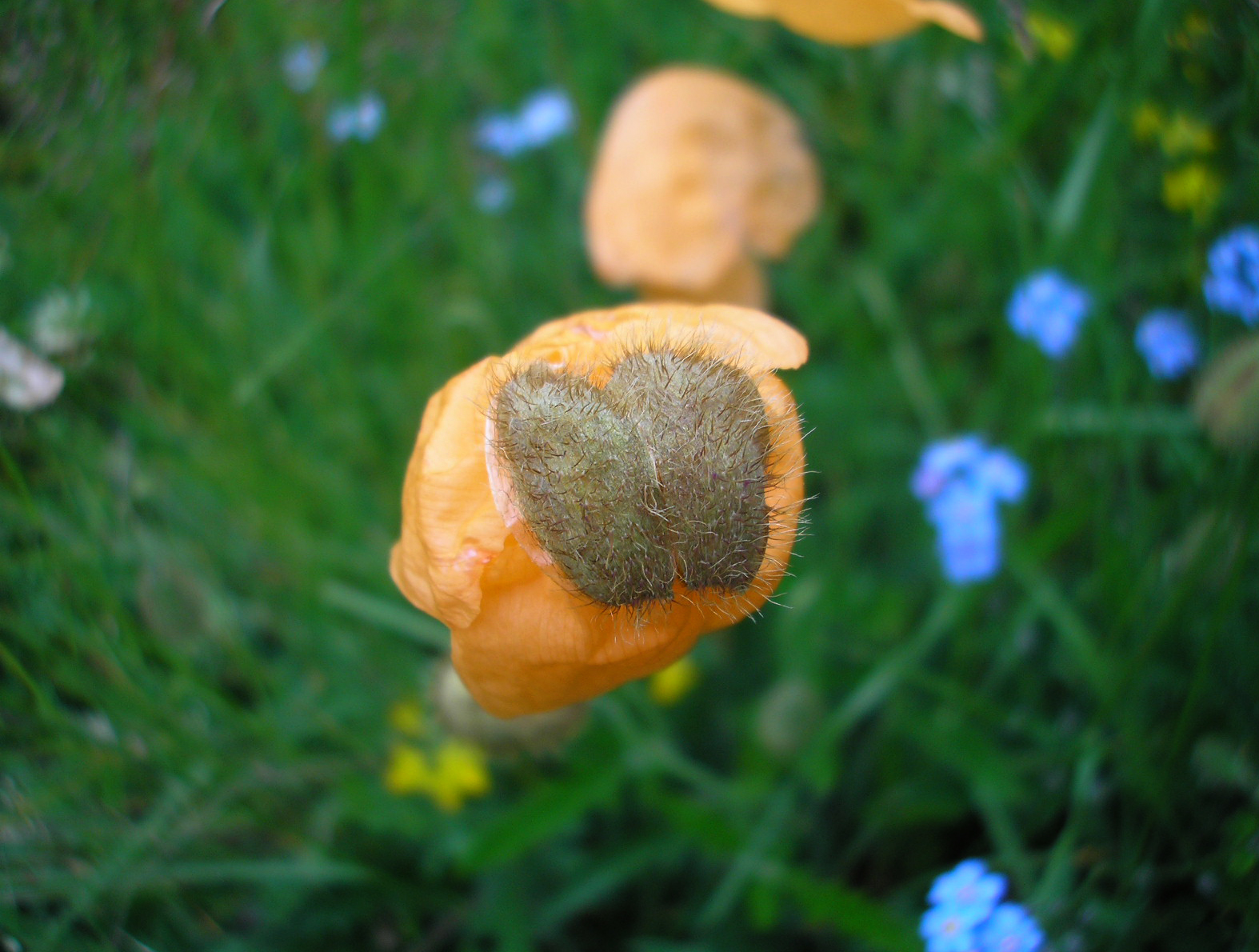
Залишки бутону на молодій квітці

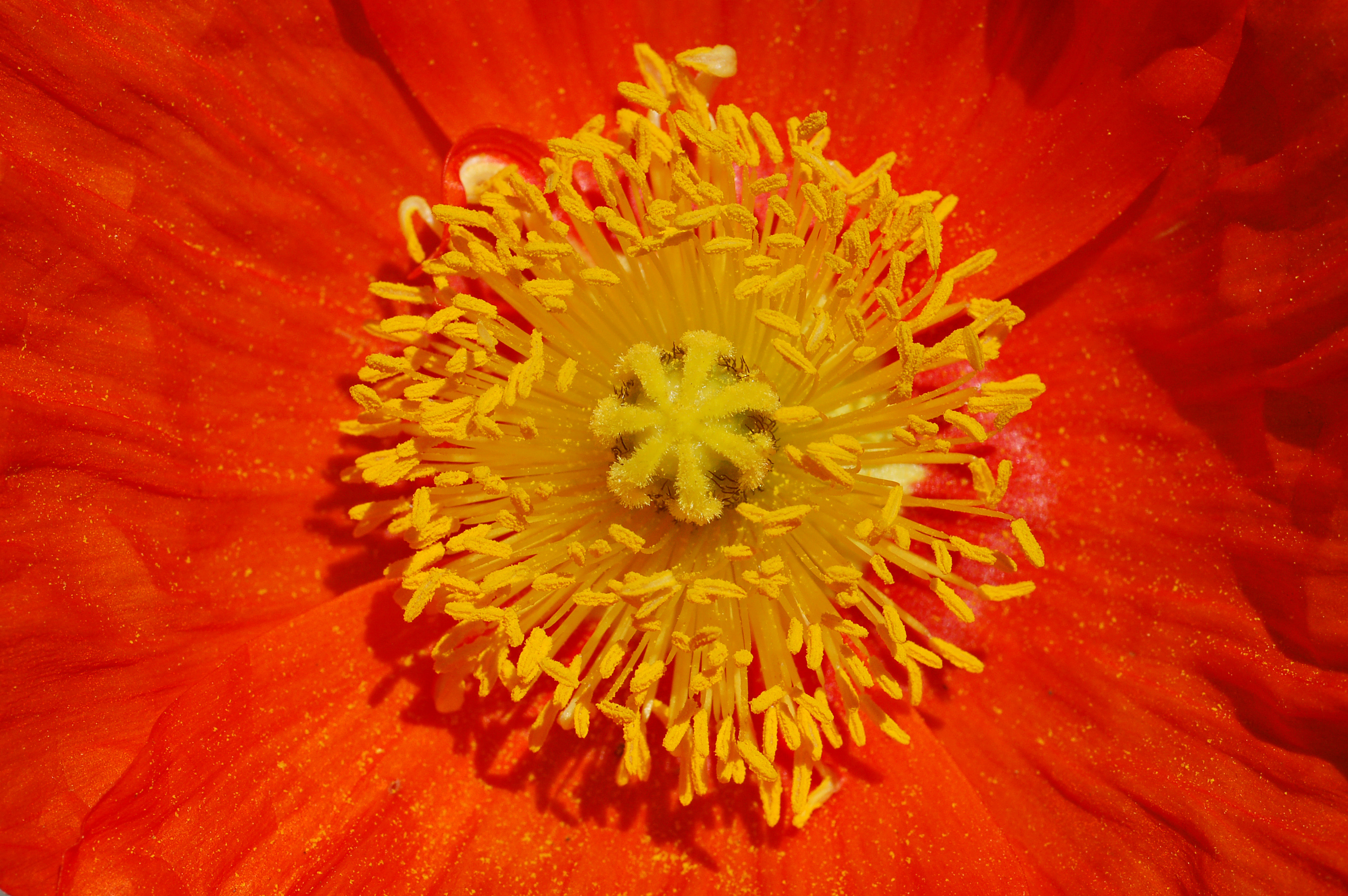
Центральна частина квітки

### Мак голостебельний в декоративному садівництві
Має ряд сортів, квітучих із травня до пізньої осені.
- Cardinal — рослина до 40 см заввишки, до 6 см у діаметрі;
- Popscile — дуже ошатний сорт. Це компактні рослини висотою 25 см із міцними квітконосами, стійкими до сильних вітрів, і яскравими квітками до 10 см у діаметрі. Ідеальні для вирощування в горщиках, створення яскравих плям на газонах і альпійських гірках, а також гарні для зрізки. Зацвітають дуже рано.
- Roseum — рослина до 40 см заввишки, квітки рожеві до 6 см в діаметрі;
- Sulphureum — рослина до 30 см заввишки, квітки до 6 см в діаметрі, лимонно-жовті.